# Miguel María de Lojendio Irure
Miguel María de Lojendio e Irure (San Sebastián, 29 de septiembre de 1908-Madrid, 2 de agosto de 1977) fue un diplomático español, que estuvo destinado en diversas embajadas durante el régimen franquista.

## Vida y carrera diplomática
Nacido en San Sebastián en septiembre de 1908, fue hijo de Julián Lojendio Garín, Abogado del Estado y Consejero permanente y Presidente de las Comisiones de Hacienda y Agricultura del Consejo de Estado, y de María de Irure y Olascoaga. Entre sus hermanos se contaron el también diplomático Juan Pablo de Lojendio e Irure (marqués consorte de Vellisca y hermano mayor) y Luis María de Lojendio.
Tras estudiar Derecho comenzó su carrera diplomática en el Servicio Exterior del Ministerio de Estado en 1930. A partir de enero de 1933, con el gobierno de la Segunda República, estuvo destinado a la Dirección General de Marruecos y Colonias, donde se unió a los militares que se sublevaron en julio de 1936 contra la República.
El Gobierno de la Segunda República le expulsó de su cargo, alegando que era miembro de la Unión Militar Española y estaba al tanto de los planes golpistas. Decidió salir del país durante la Guerra Civil y se mantuvo en Chile hasta julio de 1939.
Con el nuevo régimen franquista, Lojendio fue trasladado al Consulado General de Londres, trabajando después en la sede central del Ministerio de Asuntos Exteriores. En marzo de 1944 formaba parte de la misión diplomática desplazada a Argel para observar la fundación del Comité Francés de Liberación Nacional. De noviembre de 1944 a noviembre de 1952 trabajó en París como consejero secretario de la embajada, pasando después, hasta 1957, al Consulado General de Tánger. 
Durante cinco años, desde la salida de Tánger hasta el 25 de febrero de 1962, fue cónsul general en Buenos Aires. En marzo de ese año fue nombrado embajador en Damasco, puesto en el que permaneció hasta 1964. Posteriormente, ocupó los cargos de embajador en Egipto (1965-1966), Chile (1966-1970) y Austria (1970-1974).
Su último destino diplomático fue el de embajador en París, sucediendo en marzo de 1974 a Pedro Cortina, que dejaba el cargo para asumir la cartera de Exteriores en el gobierno de Arias Navarro. De Lojendio Irure se mantuvo en el cargo hasta agosto de 1976, cuando fue sucedido por Francisco Javier Elorza y Echániz.
Falleció en su domicilio de Madrid el 2 de agosto de 1977, a los 69 años de edad.
Recibió distinciones como la Gran Cruz de la Orden del Mérito Civil, el de Comendador de la Real y Distinguida Orden de Carlos III o la Medalla de Oro de la Cruz Roja, y fue nombrado Oficial de la Legión de Honor de Francia.

## Cargos ejercidos
| Predecesor: José Felipe de Alcover y Sureda | Embajador de España en Damasco marzo 1962 - marzo 1964 | Sucesor: Juan José Rovira y Sánchez Herrero |
| Predecesor: Manuel Valdés Larrañaga         | Embajador de España en El Cairo 1965 - 1966            | Sucesor: Ángel Sagaz Zubelzu                |
| Predecesor: Tomás Suñer Ferrer              | Embajador de España en Santiago de Chile 1966 - 1970   | Sucesor: Miguel Sainz de Llanos             |
| Predecesor: Joaquim Buxó Dulce d'Abaigar    | Embajador de España en Viena 1970 - 1974               | Sucesor: Laureano López Rodó                |
| Predecesor: Pedro Cortina                   | Embajador de España en París marzo 1974 - agosto 1976  | Sucesor: Francisco Javier Elorza y Echániz  |